# Felczer

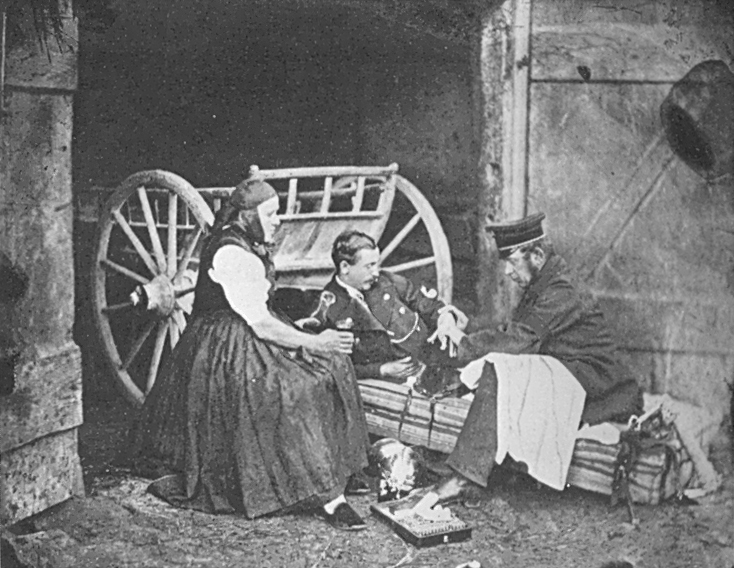
Wojna francusko-pruska, stacja opatrunkowa pod Fröschweilerem, niemiecki felczer

Felczer (z niem. Feldscher „chirurg polowy”, z szw. fältskär „chirurg polowy, wykonujący proste zabiegi”) – wygaszany medyczny zawód regulowany, polegający na udzielaniu chorym świadczeń opieki zdrowotnej. 

## Kwalifikacje i prawo wykonywania zawodu
Kwalifikacje felczera są niższe niż kwalifikacje lekarza, gdyż kształcenie zawodowe odbywało się jedynie na poziomie szkoły średniej (np. liceum felczerskiego), kończąc się zdobyciem kwalifikacji na poziomie średnim, równorzędnych z kwalifikacjami technika. W Polsce od wielu lat nie kształci się nowych felczerów, jednakże osoby, które w przeszłości wykształciły się w tym zawodzie, mogą go dalej wykonywać. Ponadto felczerzy z innych krajów Unii Europejskiej mogli przez pewien okres ubiegać się o uznanie ich kwalifikacji przez Ministra Zdrowia, a następnie o przyznanie prawa wykonywania zawodu na terytorium Polski przez Naczelną Izbę Lekarską, prowadzącą na zlecenie Ministerstwa Zdrowia Centralny Rejestr Felczerów, co umożliwiało im pracę w swoim zawodzie. Jednakże w dniu 8 sierpnia 2020 r. weszła w życie ustawa z dnia 16 lipca 2020 r. o zmianie ustawy o zawodach lekarza i lekarza dentysty oraz niektórych innych ustaw, na mocy której wykreślona została podstawa prawna do ubiegania się o prawo wykonywania zawodu felczera po dniu 1 stycznia 2022 r., toteż droga prawna do uzyskania uprawnień zawodowych felczera w Polsce przez osoby posiadające kwalifikacje w tym zawodzie uzyskane poza granicami Rzeczypospolitej Polskiej, które nie złożyły przed upływem ww. terminu wniosku o wydanie uprawnień, została ostatecznie trwale zamknięta.

## Zakres uprawnień
Zgodnie z ustawą z roku 1950 o zawodzie felczera i rozporządzeniem Ministra Zdrowia z 11 marca 2005 roku, uprawnienia felczera obejmują świadczenia zdrowotne wobec pacjentów niewymagających specjalistycznej opieki lekarskiej oraz w nagłych przypadkach:
1. ocenę stanu pacjenta w celu ustalenia postępowania,
2. ustalanie rozpoznania choroby, wdrażanie leczenia oraz przepisywanie na recepcie produktów leczniczych i wyrobów medycznych zgodnie z odrębnymi przepisami,
3. prowadzenie resuscytacji krążeniowo-oddechowej (tzn. przywrócenia krążenia i oddechu),
4. wykonywanie defibrylacji ręcznej pod kontrolą EKG (przerwanie migotania komór serca przez działanie impulsem elektrycznym dużej mocy),
5. wykonywanie defibrylacji automatycznej,
6. wykonywanie EKG,
7. wykonanie kaniulacji (wkłucia i wprowadzenia cienkiego cewnika) żył obwodowych kończyn górnych i dolnych,
8. podawanie leków drogą dożylną, domięśniową, podskórną i wziewną,
9. cewnikowanie pęcherza moczowego,
10. zakładanie sondy żołądkowej, płukanie żołądka,
11. wykonanie wlewu doodbytniczego (tzw. lewatywy),
12. pobieranie krwi żylnej i włośniczkowej do badań laboratoryjnych,
13. pobieraniu wymazów z gardła i nosa, odbytu,
14. opatrywanie ran, unieruchamianie złamań, zwichnięć i skręceń,
15. tamowanie krwotoków,
16. przygotowanie pacjenta do transportu i opieki medycznej podczas transportu.

Pod nadzorem lekarza felczer jest również uprawniony do:
1. asystowania przy zabiegach chirurgicznych;
2. wykonywania znieczulenia miejscowego;
3. wykonywania drobnych zabiegów chirurgicznych: zaopatrzenia chirurgicznego rany, sączkowania, nacięcia, wyłuszczenia i nakłucia;
4. zmiany opatrunków, usuwania szwów i drenów.

Ponadto felczer ma prawo wydawania orzeczeń o stanie zdrowia w przypadkach opisanych wyżej. Felczer ma też uprawnienia do działań w zakresie oświaty zdrowotnej i profilaktyki, w tym wykonywania szczepień ochronnych.
Zgodnie z przepisami ustawy o zawodzie felczera, ma on również prawo przepisać na recepcie produkty lecznicze zawierające środki odurzające z grupy III N, substancje psychotropowe z grupy IV P oraz środki silnie działające z grupy B.
Felczer lub starszy felczer ma prawo do wystawienia karty zgonu w przypadku gdy nie ma lekarza zobowiązanego do wystawienia takiej karty.
Felczer (starszy felczer) jest uprawniony do wystawienia zaświadczeń o czasowej niezdolności do pracy, o ile upoważnił go tego Zakład Ubezpieczeń Społecznych, po złożeniu wniosku wraz ze zobowiązaniem do przestrzegania zasad i wykonywania wynikających z tego obowiązków. Upoważnienie wydawane jest przez ZUS w formie decyzji.

## Zatrudnienie
Felczer może wykonywać swój zawód na przykład w przychodniach podstawowej opieki zdrowotnej (POZ) lub placówkach nocnej i świątecznej opieki zdrowotnej oraz w izbach wytrzeźwień. W Polsce w 2018 r. było 211 felczerów czynnych zawodowo i 532 niewykonujących zawodu.

## Literatura
- Fiktus, Paweł: Prawno-społeczna pozycja felczera w Polsce w latach 1945–1989, w: Polska 1944/45-1989. Studia i Materiały, t. 15/2017, s. 127–148.